# Stelborn
Stelborn ist ein Weiler mit 30 Einwohnern im Nordosten der Gemeinde Kirchhundem im Kreis Olpe (Nordrhein-Westfalen).

## Geografie

### Geografische Lage

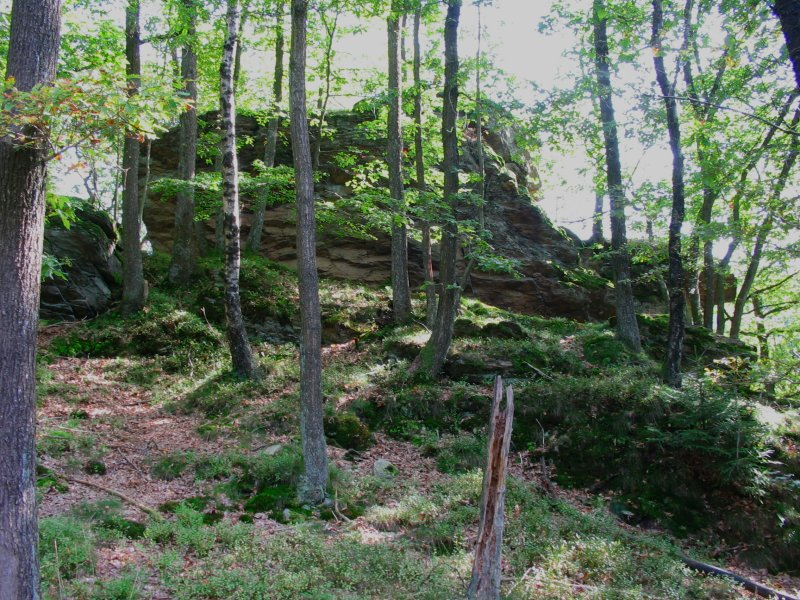
Stelborner Klippen

Stelborn liegt im Tal der Selbecke am Fuß der Stelborner Klippen im Nordosten der Gemeinde Kirchhundem. An der südlichen Flanke des engen Tales erhebt sich der steile Berghang des 622 m hohen Heisterberges, an der nördlichen der des etwa gleich hohen Ilbergs. Während sich in der Talsohle überwiegend Viehweiden befinden, sind die Berge von dichtem Fichtenhochwald bestanden.
Wenige Meter oberhalb Stelborns, in einem alten Laubbaumbestand stehen die Stelborner Klippen, eine als Naturschutzgebiet Stelborner Klippen ausgewiesene Felsformation aus Aschen- und Kristalltuffen. Die Sage erzählt, dass dort die Schanhollen hausen, kleine Männlein, die den Anwohnern allerlei Streiche spielen.

### Nachbarorte
Die nächstgelegenen Orte sind Erlhof 0,6 km und Selbecke 1 km südwestlich, Alpenhaus 2 km östlich und Schwartmecke 1 km südlich.

## Geschichte
Die älteste Erwähnung Stelborns geht auf das Ende des 15. Jahrhunderts zurück als in einer Aufstellung der Johan van Ole zugefallenen Güter und Eigenleute … item dat Guyd tho Stercbole, dat dayt 3 malder karns … verzeichnet ist.
Das Schatzregister von 1536 führt dann bereits drei Höfe auf, die bis ins ausgehende 18. Jahrhundert Bestand haben, danach wird einer der Höfe in drei Teile geteilt. Im letzten Viertel des 20. Jahrhunderts setzt dann eine erneute Bautätigkeit ein, die den Weiler auf die heutige Größe wachsen lässt.

## Verkehr
Stelborn liegt an der Kreisstraße 21, die von der Landesstraße 553 ausgehend über Selbecke, Erlhof, Stelborn und Schwartmecke in Oberhundem zurück zur L 553 führt. Mehrmals täglich verkehrt die Bus-Linie R36 der VWS.